# Comunidad de plantas

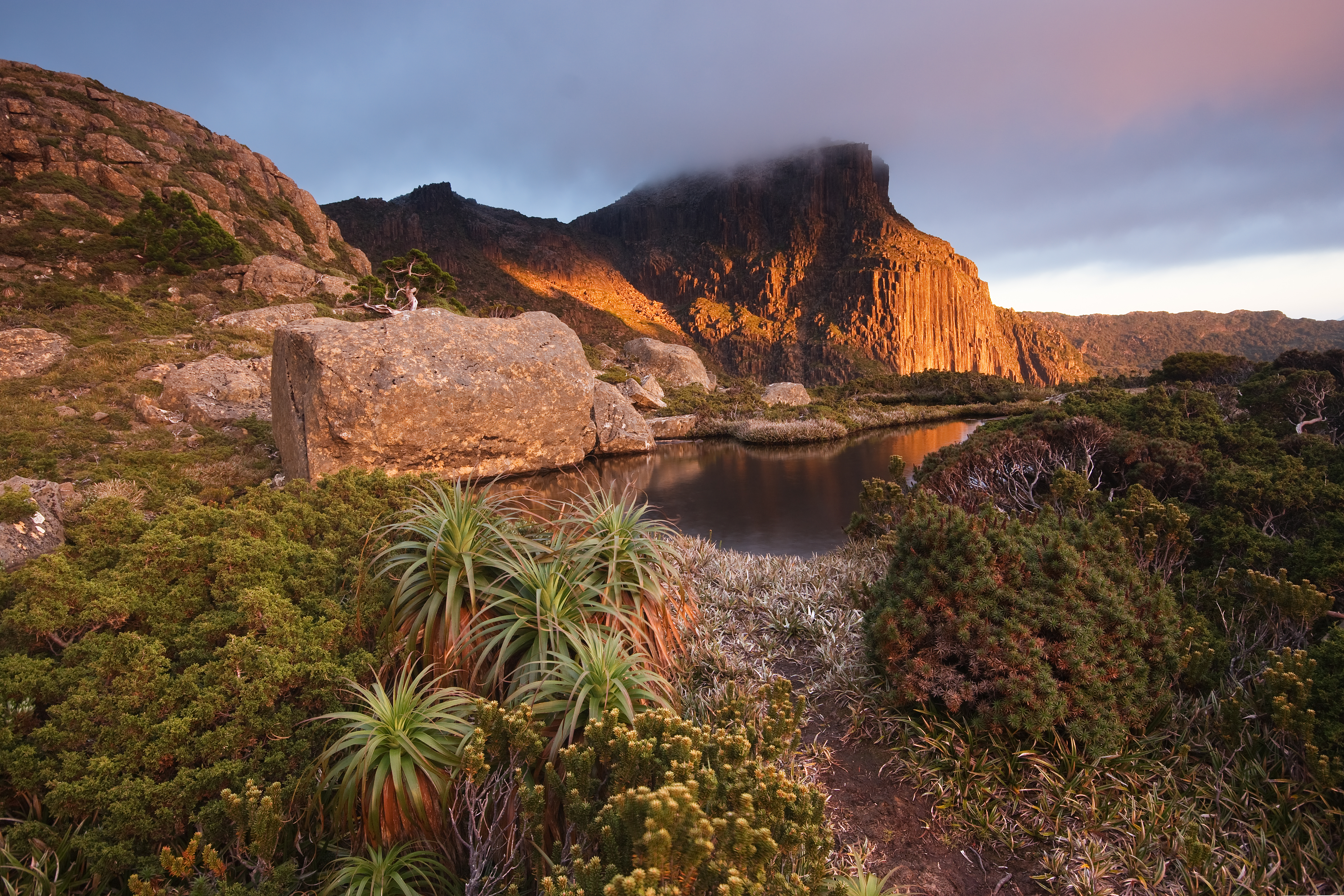
Comunidad de brezales de altura alpina High Shelf Camp cerca de Mount Anne, Tasmania, Australia

Una comunidad vegetal o comunidad de plantas es una colección o asociación de especies vegetales dentro de una unidad geográfica designada, que forma una agrupación relativamente uniforme y que se diferencia de otras vegetaciones cercanas. Los componentes de cada comunidad de plantas están influenciados por el tipo de suelo, la topografía, el clima y disturbios causados por humanos. En muchos casos hay varios tipos de suelos dentro de cada comunidad de plantas. Esto se debe a que el tipo de suelo en cada área está influencido por dos factores, la tasa en que el agua se infiltra o la evapotranspiración del suelo, así como la tasa de materia orgánica que entra o sale del suelo (todos los compuestos carbónicos en el hábitat, como materia orgánica en descomposición). Las comunidades vegetales son estudiadas principalmente or ecólogos, debido a que proporcionan información sobre los efectos de dispersión, tolerancia a condiciones ambientales y respuestas a disturbios de una variedad de especies de plantas, información necesaria para la comprensión de la dinámica de diversos ecosistemas.

## Definición
Una comunidad vegetal puede ser descrita florísticamente (las especies de la flora) y o fitofisionómicamente (la estructura o apariencia de la comunidad de plantas).
Por ejemplo, un bosque (comunidad de árboles) puede incluir el dosel o las tres capas principales de la copa, una capa de arbustos o árboles por debajo del dosel pero encima del piso del bosque. El sotobosque, a su vez puede ser subdividido en capa de arbustos, con vegetación de uno a cinco metros, capa herbácea, compuesta de plantas vasculares de menos de un metro de altura, y a veces también una capa de musgos, briófitas no vasculares que típicamente se encuentran a nivel del suelo (0.15 m de altura o menos).  En algunos casos de bosques complejos también hay una capa más baja bien definida de árboles. En concepto, una comunidad de plantas es similar a un tipo de vegetación; la primera hace énfasis en las asociaciones ecológicas y la segunda en la apariencia general por la cual el observador no especializado puede identificarla. 
Una comunidad de plantas puede ser poco común aun cuando las principales especies que la definen sean comunes.: 115  Esto se debe a que la asociación de especies y la relación con el ambiente pueden ser desusadas.: 115  Un ejemplo son los bosques aluviales de plátanos de California dominados por el plátano  Platanus racemosa.: 115  La comunidad es poco común porque está localizada en zonas pequeñas de California, pero no en ningún otro lugar, a pesar de que la especie no es rara.: 115 

## Ejemplos
Un ejemplo es una pradera de las estepas del Cáucaso norte, donde las especies comunes de pastos son Festuca sulcata y Poa bulbosa. Las especies más comunes que definen la fitocenosis de esta pradera son Artemisia austriaca y Polygonum aviculare. 
Otros ejemplos de comunidades de plantas incluyen bosques en los picos de granito de las montañas Huangshan en el este de China. El bosque caduco de hojas anchas, presente a altitudes desde 1100 m, está poblado de árboles como Pinus hwangshanesis. La montaña Huangshan también posee una comunidad boscosa de árboles perennifolios de hoja ancha, con una variedad de arbustos y árboles chicos. Algunos ejemplos de árboles de esta comunidad de hoja perenne incluyen Castanopsis eyrei, Eurya nitidia, Rhododendron ovatum, Pinus massoniana, así como Loropetalum chinense.
Un ejemplo de una comunidad con tres estratos está en Nueva Zelanda, en la isla del sur. Estos bosques son los bosques continuos más extensos de podocarpáceas/árboles de hoja ancha de este país. El dosel incluye Prumnopitys ferruginea, Dacrydium cupressinum (rimu) y Podocarpus laetus. El estrato medio incluye helechos arbóreos como Cyathea smithii y Dicksonia squarrosa, y la capa baja tiene epífitas como Asplenium polyodon, Tmesipteris tannensis, Astelia solandri y Lomaria discolor.